# 서울 태종 헌릉 신도비
서울 태종 헌릉 신도비(서울 太宗 獻陵 神道碑)는 서울특별시 서초구 헌인릉에 있는 조선시대 1422년(세종 4년)에 만들어진 비석이다. 2013년 7월 16일 대한민국의 보물 제1804호로 지정되었다. 조선왕릉관리소 중부지구관리소에서 관리하고 있다.
신도비의 전체 높이는 520cm, 귀부 높이는 100cm, 비신 높이는 292cm, 이수 높이는 128cm이며, 비좌의 재질은 화강석, 비신 및 이수의 재질은 대리석이다.

## 개요
'서울 태종 헌릉 신도비(서울 太宗獻陵神道碑)'는 태조의 다섯째 아들로 조선 왕조의 왕권을 다졌던 태종 이방원(太宗 李芳遠, 재세 1367~1422, 재위 1400~1418)의 생애와 업적 등을 영원히 기리기 위해 일대기를 새겨 넣은 비석이다. 1424년(세종 6)에 세운 것으로 조선 초기의 서예문화와 그 경향을 연구자료로써 손색이 없는 금석문이다.
비문은 변계량(卞季良, 재세 1369~1430)이 짓고, 글씨는 성개(成槪, 재세 ?~1440)가 썼으며, 전액(篆額, 전서체로 쓴 머리글자)은 권홍(權弘, 재세 1360~1446)이 썼다.
임진왜란으로 인해 귀부(龜趺)는 손상되었지만 이수(螭V首)는 원형이 잘 보존되어 있어, 조선 초기 새롭게 명나라의 석비 전통을 받아들이는 비석의 이수양식을 연구하는데 기준작이 된다.

## 같이 보기
- 헌인릉

## 참고 자료
- 서울 태종 헌릉 신도비 - 국가유산청 국가유산포털
- 이 문서에는 문화재청에서 공공누리 제1유형으로 배포된 자료를 바탕으로 한 내용이 포함되어 있습니다.